# Distrikt Santiago de Chuco
Der Distrikt Santiago de Chuco liegt in der Provinz Santiago de Chuco in der Region La Libertad in West-Peru. Der Distrikt hat eine Fläche von 1079 km². Beim Zensus 2017 wurden 18.311 Einwohner gezählt. Im Jahr 1993 lag die Einwohnerzahl bei 18.642, im Jahr 2007 bei 19.860. Verwaltungssitz des Distriktes ist die 3099 m hoch gelegene Provinzhauptstadt Santiago de Chuco mit 6821 Einwohnern (Stand 2017).

## Geographische Lage
Der Distrikt Santiago de Chuco liegt in der peruanischen Westkordillere im Südwesten der Provinz Santiago de Chuco. Die Nord-Süd-Ausdehnung beträgt knapp 60 km. Der Río Tablachaca sowie dessen rechter Nebenfluss Río Huaychaca fließen entlang der östlichen Distriktgrenze nach Süden. Im Süden reicht der Distrikt bis zur Mündung des Río Tablachaca in den Río Santa.
Der Distrikt Santiago de Chuco grenzt im Südwesten an den Distrikt Chao (Provinz Virú), im Nordwesten an die Distrikte Huaso (Provinz Julcán) und Quiruvilca, im Nordosten an die Distrikte Cachicadán und Santa Cruz de Chuca sowie im Südosten an die Distrikte Bolognesi, Tauca und Santa Rosa (alle drei in der Provinz Pallasca).